# Чорна булочка
Чорна булочка (black bun), іноді відома як шотландська булочка (scotch bun) — тип фруктового торта, повністю покритий тістом. Цю страву шотландського походження спочатку їли на Дванадцяту ніч, але тепер насолоджується в Гоґманай. Суміш для кексів зазвичай містить родзинки, смородину, мигдаль, цедру цитрусових, духмяний перець, імбир, корицю та чорний перець. Спочатку він був введений після повернення Марії, королеви Шотландії з Франції, але його початкове використання в Дванадцятій ночі припинилося з Шотландською Реформацією. Згодом він був використаний для першого гостя під час над гоґманаю.

## Опис
Чорна булочка — це фруктовий пиріг, загорнутий у тісто. Сам пиріг схожий на традиційний різдвяний торт або суміш для різдвяного пудингу, включаючи такі інгредієнти, як родзинки та смородина, а також такі спеції, як кориця, чорний перець і духмяний перець. Його називають значно більшою версією печива «Гарібальді», і припускають, що на походження останнього, можливо, вплинула чорна булочка, оскільки її винахідник Джон Карр був шотландцем.
За межами Шотландії чорну булочку також їдять в регіоні Аппалачі в США. У 2013 році Пол Голлівуд продемонстрував рецепт у спеціальному різдвяному випуску The Great British Bake Off.

## Витоки
Торт виник як шотландський королівський торт для використання на Дванадцяту ніч 5 січня — напередодні Богоявлення та наприкінці Дванадцяти днів Різдва. Його було створено після повернення Марії, королеви Шотландії з Франції, і за традицією ховали в торті квасолю — той, хто її знайшов, ставав королем вечора. Було записано, що Марія сама брала участь у таких іграх, і в 1563 році вона одягла свою супутницю дитинства Мері Флемінг у королівські мантії та прикраси після того, як Флемінг стала королевою на вечір. Це приголомшило англійського посла, який писав: «Королева Бобів була того дня в сукні зі срібла, її голова, шия, плечі та решта всього тіла були настільки вкриті камінням, що більше в нашому цілого будинку коштовностей не було знайдено». Після шотландської Реформації в 1560 році святкування Різдва було заборонено в Шотландії, і пов'язане з цим використання королівського торта припинилося.
Тип торта з чорною булочкою в його сучасному вживанні походить з початку ХІХ століття. Термін «чорна булочка», який раніше називався «шотландська булочка» та «шотландська різдвяна булочка», вперше був зареєстрований у 1898 році, і, можливо, це був результат того, що Роберт Луїс Стівенсон назвав торт «чорною речовиною, небезпечною для життя».
Зараз пиріг широко використовується як звичай Гоґманай, коли люди відвідують своїх сусідів після опівночі, щоб відсвяткувати Новий рік. Це звичай називається перший гість, і дарунок чорної булочки мав символізувати те, що сім'я, яка приймає, протягом наступного року не буде голодувати. Він також використовувався як традиційний пиріг, який подавався тим, хто відвідував домівки під час Гоґманая, щоб споживати його з віскі.